# Факултет за оријенталистику Универзитета у Варшави

Факултет за оријенталистику Универзитета у Варшави, (оригинални назив на пољском језику: Wydział Orientalistyczny Uniwersytetu Warszawskiego) је факултет Универзитета у Варшави, основна јединица Варшавског универзитета раније познатог као Оријентални институт Универзитета у Варшави. Запошљава око 130 истраживача и образује преко 1.200 студената током дана и вечери. Факултет реализује докторске студије из оријенталне лингвистике и књижевности.

## Историјат факултета
Оријентални институт Универзитета у Варшави основан је 1932. године. Први директор је био Станислав Сцхаиер - оснивач Института. Већ 1933. године први студенти су примљени на четири семинара: египтологију, индологију, синологију и туркологију.
Године 1952. Институт за оријенталистику је укључен у састав Филолошког факултета и од тог тренутка долази до успореног развоја јединице која се обнавља након ратних губитака. Године 1964. имала је седам одељења: египтологију, индологију, синологију, туркологију, афричке студије, асириологију и семитологију.
Године 1970–1979, као резултат промена у структури Оријенталног института, формиране су следеће катедре: Катедра за Блиски исток и Африку, Катедра за Блиски исток, Катедра за Далеки исток и Катедраа за савремену Азију. 
Године 1990–1999. створене су нове јединице које делују до данас, а 2000. године основан је Студиј интеркултуралних односа.
Оријентални институт је 19. јануара 2005. године добио статус основне јединице Универзитета у Варшави са факултетским правима.
Оријентални институт је 2007. године прославио 75. годишњицу свог оснивања. Овом приликом објављен је зборник текстова под насловом 75 година Института за оријенталистику Варшавског универзитета уредника Мациеја Попке.
Сенат Универзитета у Варшави донео је 23. јануара 2008. трансформацију Института за оријенталистику у Факултет за оријенталне студије. То је био деветнаести факултет Универзитета у Варшави.
Савет Факултета за оријенталне студије Универзитета у Варшави је 27. маја 2008. променио организациону структуру јединице.

## Образовни смерови
Доступни смерови
- Афричке студије (други циклус студија)
- Интеркултурна комуникација – Азија и Африка (други циклус студија)
- Оријенталне студије – Унутрашња Азија: монголске и тибетанске студије (други циклус студија)
- Оријенталне студије - афричке студије (први циклус студија)
- Оријенталне студије - арапске студије (први и други циклус студија)
- Оријенталне студије - хебрејски студији (први и други циклус студија)
- Оријенталистичке студије - Индологија (први и други циклус студија)
- Оријенталистичке студије - Иранистике (први и други циклус студија)
- Оријенталне студије - јапанске студије (први и други циклус студија)
- Оријенталне студије - корејске студије (први и други циклус студија)
- Оријенталистике – култура античког истока (први и други циклус студија)
- Оријенталистичке студије - Монголистика и тибетологија (први циклус студија)
- Оријенталистичке студије - синологија (први и други циклус студија)
- Оријенталистичке студије - Туркологија (први и други циклус студија)
- Религије Азије и Африке: будизам, ислам и други (други циклус студија)
- Источне студије (први и други циклус студија)

## Организациона структура факултета
Факултет оријенталистике чине следеће организационе јединице:
| Катедра                                                                                       | Водитељ                                       |
| --------------------------------------------------------------------------------------------- | --------------------------------------------- |
| Катедра за арапске и исламске студије, Факултет за оријенталне студије Универзитета у Варшави | prof. dr hab. Katarzyna Pachniak              |
| Катедра за јужну Азију, Факултет за оријенталне студије Универзитета у Варшави                | dr hab. Jacek Woźniak                         |
| Катедра за јапанске студије, Факултет за оријенталне студије Универзитета у Варшави           | dr hab. Iwona Kordzińska-Nawrocka, prof. ucz. |
| Катедра за афричке језике и културе, Факултет за оријенталне студије Универзитета у Варшави   | dr hab. Beata Wójtowicz, prof. ucz.           |

| Одсек                                                                                                 | Водитељ                          |
| --- | -------------------------------- |
| Одсек за египтологију, Факултет за оријенталне студије Универзитета у Варшави                         | dr hab. Kamil Omar Kuraszkiewicz |
| Одсек за хебрејске студије, Факултет за оријенталне студије Универзитета у Варшави                    | dr Angelika Adamczyk             |
| Одсек за иранистику, Факултет за оријенталне студије Универзитета у Варшави                           | dr Sylwia Surdykowska-Konieczny  |
| Одсек за европски ислам, Факултет за оријенталне студије Универзитета у Варшави                       | dr hab. Agata Nalborczyk         |
| Одсек за корејске студије, Факултет за оријенталне студије Универзитета у Варшави                     | dr Anna Paradowska               |
| Одсек за синологију Факултета за оријенталне студије Универзитета у Варшави                           | dr Małgorzata Religa             |
| Одсек за туркологију и народе централне Азије, Факултет за оријенталне студије Универзитета у Варшави | dr hab. Agata Bareja-Starzyńska  |
| Одсек за антички оријент, Факултет за оријенталне студије Универзитета у Варшави                      | dr hab. Olga Drewnowska-Rymarz   |

| Остале јединице                                      | Водитељ                     |
| ---------------------------------------------------- | --------------------------- |
| Источноевропске студије на Универзитету у Варшави    | mgr Jan Malicki             |
| Факултетска школа источних језика                    | mgr Inga Kotańska           |
| Одел за изучавање будизма на Универзитету у Варшави  | dr hab. Katarzyna Marciniak |
| Одел за изучавање јудаизма на Универзитету у Варшави | dr hab. Roman Marcinkowski  |